# 毛泽东畅游长江

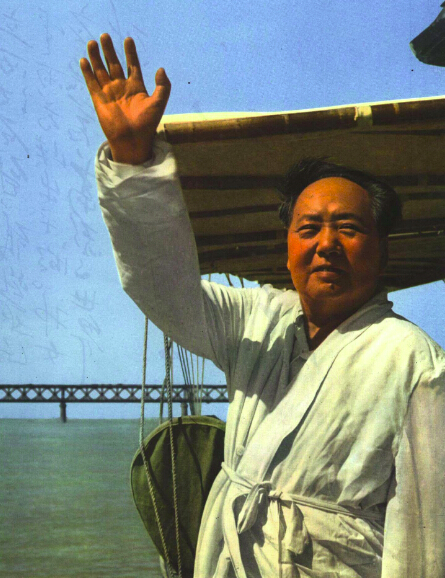
1966年毛泽东在下水前向江边群众挥手

1966年7月16日，時任中國共產黨中央委員會主席、時年73歲的毛澤東在湖北武漢暢遊長江，爲發生於文化大革命開端時期的一次政治宣傳事件。

## 概述
1966年7月16日，时任中共中央主席毛泽东以73岁高龄，在湖北武汉再次畅游长江。畅游1小时5分钟，游程30华里（15千米）。1966年7月25日，《人民日报》刊登了毛泽东畅游长江的照片，并配以社论《跟着毛主席在大风大浪中前进》。毛泽东的畅游行动，使得长江沿线城市在之后的几年内掀起了游泳热潮。
1967年7月，毛泽东又抵达武汉，但因武汉当地爆发七·二〇事件，毛泽东被迫提前离开武汉返回北京，并遗憾表示“想游长江没有游成”。1966年也是他最后一次在长江游泳。
李志綏《毛澤東私人醫生回憶錄》如此描述：「一九六六年七月十六日我正在北京。那天，毛在長江游水，轟動全球。我跟毛游過好幾次水，因此幾乎沒有注意到這條新聞。我當時並不知道許多抱著懷疑態度的外國人，對一個七十三歲的老人能創下超越奧林匹克冠軍記錄的驚天動地之舉，覺得不可思議。 我並不以為然。長江武漢那段水流湍急，毛仰游在水面上，浮起的大肚子可一路順流而下，一下就漂過好幾十里。」

## 纪念
为纪念毛泽东的这次横渡长江，武汉市每年都会举办“渡江节”，除了普通游泳爱好者参与的不计时横渡活动外，还设置有个人计时“抢渡赛”。

## 图库

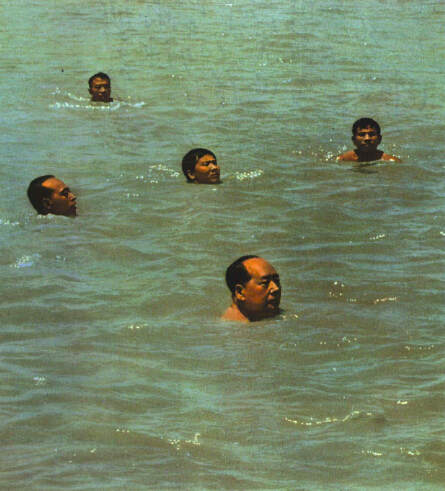
1966年毛泽东游长江